# Rosières-en-Santerre
Pour les articles homonymes, voir Rosières et Santerre (homonymie).
Rosières-en-Santerre est une commune française située dans le département de la Somme en région Hauts-de-France.

## Géographie

### Localisation
1. Carte dynamique
2. Carte Openstreetmap
3. Carte topographique
4. Carte avec les communes environnantes

Rosières-en-Santerre est un bourg picard du Santerre, situé à 30 km à l'est d'Amiens et à 40 km à l'ouest de Saint-Quentin, aisément accessible par l'ancienne route nationale 29 (actuelle RD 1029) et les autoroutes A1 et A29.
La gare de Rosières est desservie par les trains TER Picardie.

### Communes limitrophes
| Harbonnières | Vauvillers           | Lihons      |
| Caix         | Rosières-en-Santerre |             |
|              | Vrély                | Méharicourt |

Rosières-en-Santerre est entourée, des communes (en commençant par le nord-est, puis dans le sens des aiguilles d'une montre) de Lihons, Méharicourt, Vrély, Caix, Harbonnières et Vauvillers.

### Géologie et relief
Le sol et le sous-sol de la commune sont de formation secondaire et tertiaire. Les 5/6e du territoire sont recouverts par le limon des plateaux de la période éocène. Au-dessous, se trouve la craie qui affleure sur les pentes de la vallée que l'on rencontre au sud de la commune (en limite des territoires des villages de Vrély et Caix). Ce limon est recouvert de terre arable. Une couche de sable verdâtre sépare deux couches de craie. À l'ouest de la commune, l'argile et la craie sont remplacées par des dalles de grès. Au sud, on rencontre de la glaise verte et, au nord-est, des galets et du sable tandis qu'au sud-est, ce sont des cailloux.
Le relief de la commune est celui d'un plateau assez uniforme qui s'abaisse assez brusquement au sud sur une petite vallée sèche - sans doute l'ancien lit de la Luce.
On ne rencontre aucun bois, aucun rideau d'arbres sur le territoire de la commune.

### Hydrographie

#### Réseau hydrographique
La commune est située dans le bassin Artois-Picardie. Elle est drainée par la Caix.

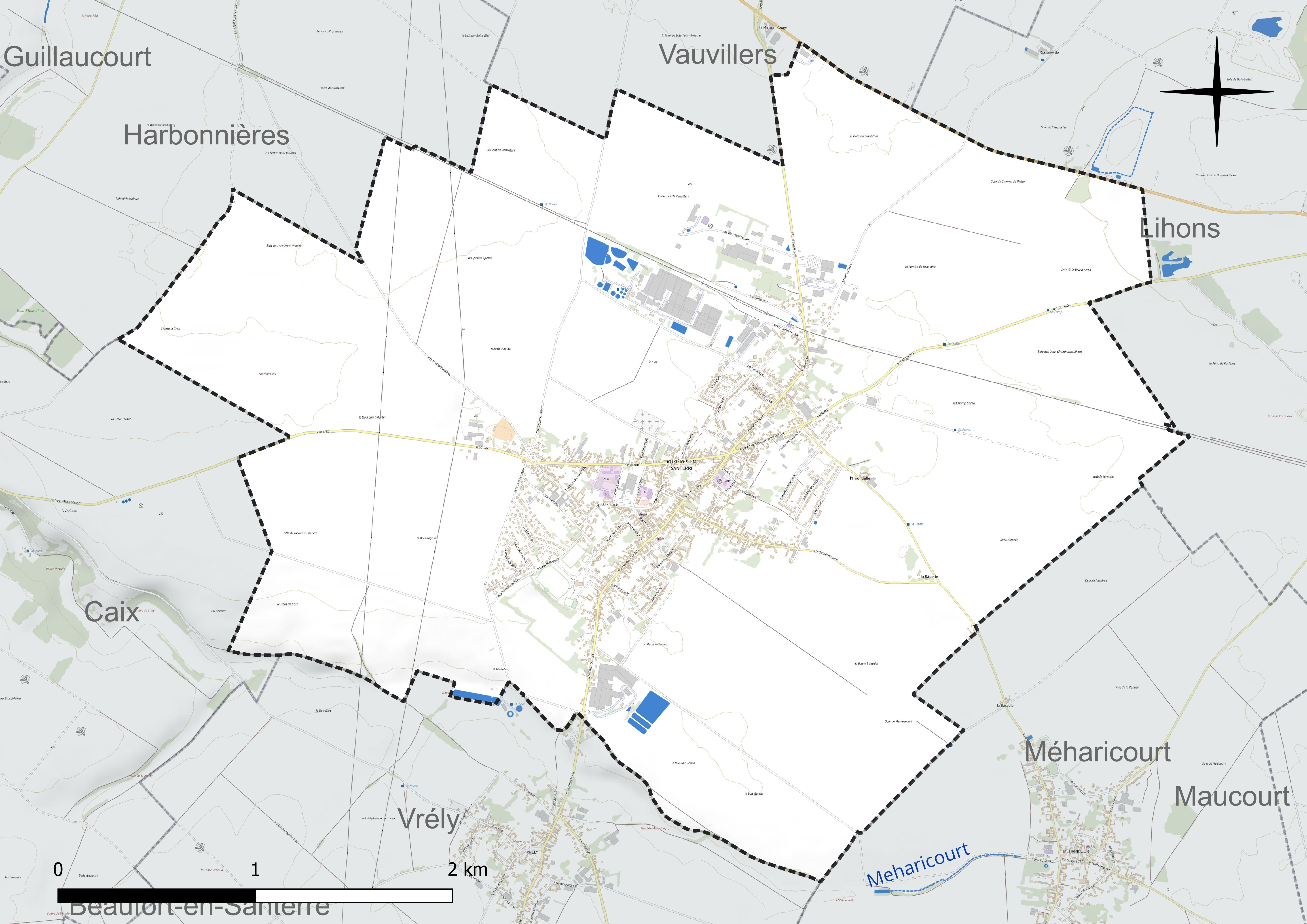
Réseau hydrographique de Rosières-en-Santerre.

#### Gestion et qualité des eaux
Le territoire communal est couvert par le schéma d'aménagement et de gestion des eaux (SAGE) « Somme aval et Cours d'eau côtiers ». Ce document de planification concerne un territoire de 1 835 km2 de superficie, délimité par le bassin versant de la Somme canalisée. Le périmètre a été arrêté le 29 avril 2010 et le SAGE proprement dit a été approuvé le 6 août 2019. La structure porteuse de l'élaboration et de la mise en œuvre est le syndicat mixte d'aménagement hydraulique du bassin versant de la Somme (AMEVA).
La qualité des cours d'eau peut être consultée sur un site dédié géré par les agences de l'eau et l'Agence française pour la biodiversité.

### Climat
Pour des articles plus généraux, voir Climat des Hauts-de-France et Climat de la Somme.
En 2010, le climat de la commune est de type climat océanique dégradé des plaines du Centre et du Nord, selon une étude du CNRS s'appuyant sur une série de données couvrant la période 1971-2000. En 2020, Météo-France publie une typologie des climats de la France métropolitaine dans laquelle la commune est exposée à un climat océanique et est dans la région climatique Nord-est du bassin Parisien, caractérisée par un ensoleillement médiocre, une pluviométrie moyenne régulièrement répartie au cours de l'année et un hiver froid (3 °C).
Pour la période 1971-2000, la température annuelle moyenne est de 10,2 °C, avec une amplitude thermique annuelle de 14,5 °C. Le cumul annuel moyen de précipitations est de 686 mm, avec 10,7 jours de précipitations en janvier et 8,7 jours en juillet. Pour la période 1991-2020, la température moyenne annuelle observée sur la station météorologique la plus proche, située sur la commune de Rouvroy-en-Santerre à 5 km à vol d'oiseau, est de 10,8 °C et le cumul annuel moyen de précipitations est de 635,8 mm,. Pour l'avenir, les paramètres climatiques de la commune estimés pour 2050 selon différents scénarios d'émission de gaz à effet de serre sont consultables sur un site dédié publié par Météo-France en novembre 2022.
| Mois                                  | jan.           | fév.           | mars           | avril         | mai             | juin          | jui.          | août          | sep.          | oct.          | nov.            | déc.           | année      |
| ------------------------------------- | -------------- | -------------- | -------------- | ------------- | --------------- | ------------- | ------------- | ------------- | ------------- | ------------- | --------------- | -------------- | ---------- |
| Température minimale moyenne (°C)     | 1,4            | 1,7            | 3,1            | 4,4           | 8               | 10,6          | 12,3          | 12,3          | 9,8           | 7,5           | 4,1             | 2              | 6,4        |
| Température moyenne (°C)              | 3,8            | 4,6            | 7,2            | 9,8           | 13,3            | 16,2          | 18,3          | 18,4          | 15,1          | 11,5          | 7,1             | 4,4            | 10,8       |
| Température maximale moyenne (°C)     | 6,2            | 7,5            | 11,2           | 15,2          | 18,5            | 21,8          | 24,3          | 24,4          | 20,5          | 15,6          | 10,1            | 6,7            | 15,2       |
| Record de froid (°C) date du record   | −17,5 07.01.09 | −11,6 12.02.12 | −12,5 13.03.13 | −4,8 08.04.03 | −2,3 05.05.1996 | 2,2 05.06.12  | 2,8 03.07.11  | 3,7 02.08.15  | −0,9 25.09.03 | −6,1 24.10.03 | −9,2 24.11.1998 | −14,4 18.12.10 | −17,5 2009 |
| Record de chaleur (°C) date du record | 14,9 09.01.15  | 18 24.02.21    | 24,4 31.03.21  | 27,2 15.04.07 | 30,2 27.05.05   | 35,3 18.06.22 | 41,6 25.07.19 | 39,1 12.08.03 | 34,2 09.09.23 | 28,1 01.10.11 | 19,9 06.11.18   | 16,2 07.12.00  | 41,6 2019  |
| Précipitations (mm)                   | 45,6           | 43             | 44,1           | 39,4          | 61,3            | 55,3          | 63,8          | 62,4          | 45,1          | 58,1          | 52,4            | 65,3           | 635,8      |

## Urbanisme

### Typologie
Au 1er janvier 2024, Rosières-en-Santerre est catégorisée bourg rural, selon la nouvelle grille communale de densité à sept niveaux définie par l'Insee en 2022.
Elle appartient à l'unité urbaine de Rosières-en-Santerre, une agglomération intra-départementale regroupant deux  communes, dont elle est ville-centre,,. La commune est en outre hors attraction des villes,.

### Occupation des sols

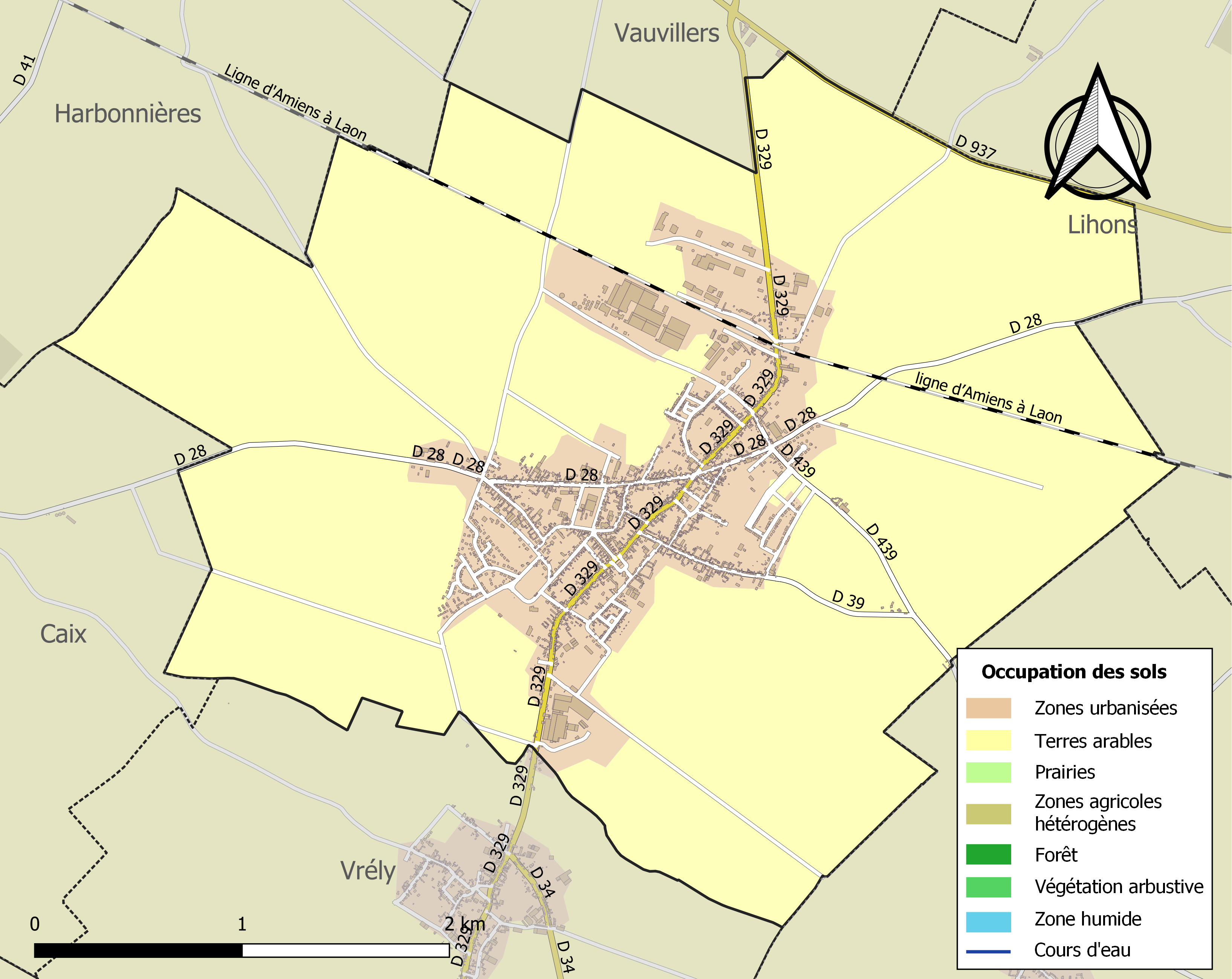
Carte de l'occupation des sols de la commune en 2018 (CLC).

L'occupation des sols de la commune, telle qu'elle ressort de la base de données européenne d'occupation biophysique des sols Corine Land Cover (CLC), est marquée par l'importance des territoires agricoles (82,1 % en 2018), en diminution par rapport à 1990 (83,9 %). La répartition détaillée en 2018 est la suivante : 
terres arables (82,1 %), zones urbanisées (13,9 %), zones industrielles ou commerciales et réseaux de communication (4 %).
L'IGN met par ailleurs à disposition un outil en ligne permettant de comparer l'évolution dans le temps de l'occupation des sols de la commune (ou de territoires à des échelles différentes). Plusieurs époques sont accessibles sous forme de cartes ou photos aériennes : la carte de Cassini (XVIIIe siècle), la carte d'état-major (1820-1866) et la période actuelle (1950 à aujourd'hui).

### Morphologie urbaine
Le bourg de Rosières a été complètement détruit au cours de la Première Guerre mondiale. Reconstruit dans l'entre-deux-guerres, il a de nouveau subi d'importantes destructions en mai-juin 1940, durant la bataille de France de la Seconde Guerre mondiale. Rosières-en-Santerre est donc une ville neuve.

### Habitat et logement
En 2018, le nombre total de logements dans la commune était de 1 427, alors qu'il était de 1 389 en 2013 et de 1 290 en 2008.
Parmi ces logements, 91,4 % étaient des résidences principales, 1,8 % des résidences secondaires et 6,8 % des logements vacants. Ces logements étaient pour 84,9 % d'entre eux des maisons individuelles et pour 14,9 % des appartements.
Le tableau ci-dessous présente la typologie des logements à Rosières-en-Santerre en 2018 en comparaison avec celle de la Somme et de la France entière. Une caractéristique marquante du parc de logements est ainsi une proportion de résidences secondaires et logements occasionnels (1,8 %) inférieure à celle du département (8,3 %) et à celle de la France entière (9,7 %). Concernant le statut d'occupation de ces logements, 58,6 % des habitants de la commune sont propriétaires de leur logement (60,7 % en 2013), contre 60,3 % pour la Somme et 57,5 % pour la France entière.
| Typologie                                               | Rosières-en-Santerre | Somme | France entière |
| ------------------------------------------------------- | -------------------- | ----- | -------------- |
| Résidences principales (en %)                           | 91,4                 | 83,3  | 82,1           |
| Résidences secondaires et logements occasionnels (en %) | 1,8                  | 8,3   | 9,7            |
| Logements vacants (en %)                                | 6,8                  | 8,4   | 8,2            |

### Projets d'aménagement
La commune a racheté en 2018 la friche Maréchal, ancienne usine textile qui abritait jusqu'en 2004 la production des tentes Maréchal. Ce site d'un hectare en centre-ville est destiné à être transformé en marché couvert (dans la partie la plus ancienne de l'usine, à la toiture en sheds qui seront conservés), et permettre la construction entre 2020 et 2025 d'une médiathèque, une salle multifonctions et d'un espace associatif. En complément seront construits une cinquantaine de logements, des maisons individuelles dont une partie sera à vocation sociale. Une résidence senior d'une dizaine de logements est également prévue assortie d'espaces verts et de jardins. Le sous-sol devrait accueillir une chaufferie biomasse qui alimenterait un service de chauffage urbain alimentant notamment le collège, l'école, le gymnase, l'église et les nouvelles constructions du secteur. Le projet, d'un coût de trois millions d'euros, devrait bénéficier de deux tiers de subventions apportées par l'État, la région et le département.

### Voies de communication et transports
La gare de Rosières dessert le bourg et assure une liaison vers Amiens et Tergnier ou de Laon. En 2009, la fréquentation de la gare était de 404 voyageurs par jour.
En 2019, le bourg est également desservi par les autocars du réseau Trans'80, Hauts-de-France, tous les mardis sauf les jours fériés (ligne no 43, Harbonnières - Rosières-en-Santerre, ligne no 47).

## Toponymie
On rencontre, dans les textes anciens, plusieurs formes pour désigner Rosières : Roseria in Sana terra (IXe siècle.) ; Roserias (877) ; Roseriæ (1140) ; Rosieres (1159) ; Roseres (1205) ; Rousieres (1244), Rouziere (1507), Rouziers (1567), Rosier (1638), Rozières (1728), Rozière (1773), Rosières-en-Santerre (1838) ; Rosières de Picardie.
Le nom Rosières serait de formation médiévale (période féodale) et désignerait un « lieu planté de roseaux ».
Le Santerre est une région naturelle située au cœur de la Picardie, et de l'actuelle région Hauts-de-France.

## Histoire

### Antiquité
Des sarcophages, fers de lance, couteaux, scramasaxes, épées, tuiles, poteries, monnaies trouvés dans la commune attestent d'une occupation gallo-romaine et mérovingienne.
L'archéologie aérienne a révélé la présence de vestiges d'une villa gallo-romaine sur le territoire de la commune.

### Moyen Âge
La première mention du nom de Rosières (Rosieras) apparaît sur un document daté du 8 septembre 883, par lequel un certain Rodinus faisait donation à l'Abbaye Saint-Bertin de Saint-Omer (Pas-de-Calais) de biens : un manoir avec ses dépendances, chemins et fossés ainsi que douze serfs qu'il possédait à Rosières qui n'était alors qu'un modeste village.
En 1143, Rosières était une possession de l'abbaye de Prémontré. Il est fait mention d'un château fort à Rosières en 1177.
En 1199, Rosières était un fief des comtes de Boves et de l'abbaye de Corbie. Thomas de Rozières fut l'un des premiers seigneurs du lieu connu.
Des moines de l'abbaye d'Avesne dépendant de l'abbaye de Cluny habitaient Rosières.
Vers 1300, des templiers auraient séjourné à Rosières.
Au XIVe siècle, Rousseville, village situé entre Lihons et Rosières, fut complètement brûlé. Les habitants se seraient réfugiés à Rosières dans le secteur de la rue Grelespois. Ce village a totalement disparu depuis.

### Époque moderne
Au XVIe siècle, pendant les guerres de Religion et les invasions espagnoles, furent construites des muches (souterrains refuges) entre l'église et le château.
La seigneurie de Rosières échoit en 1528 à Jacques de Pas, seigneur de Feuquières et maître d'hôtel du duc d'Orléans et reste jusqu'à la fin du siècle dans sa famille. En 1567, le procès-verbal de la coutume de Péronne mentionne Louis de Pas comme seigneur de Rosières, dépendant de la prévôté de Montdidier.
En 1579, Jacques de Pas obtient du Henri III l'autorisation d'organiser trois foires franches par an et un marché hebdomadaire à Rosières.
En 1600, Rosières dispose d'une école de filles. En 1601, la seigneurie de Rosières est saisie et attribuée à Daniel d'Hardoncourt, elle échoit ensuite à Charlotte d'Hardoncourt, marquise de La Châtre.
Les archives de la fabrique mentionnent qu'en 1658, quatre vicaires sont chargés de l'instruction des enfants sous l'autorité de l'abbé Leroux, curé-doyen de Rosières.
En 1719, la comtesse de Parabère vend la seigneurie de Rosières à la comtesse de Rothenburg, née Parabère qui la revend pour une somme de 210 000 livres à J-B Bosquillon de Blangy, époux d'Adélaïde Cannet. En 1775, lors de l'incendie qui ravage le bourg, Adélaïde Cannet vient au secours des sinistrés en ouvrant les portes du château : il leur servit de refuge.
Rosières est ravagée par plusieurs incendies en 1733, 1775, 1785 et 1795.
En 1746, l'église Saint-Omer est reconstruite.
Au XVIIIe siècle, la bonneterie est déjà prospère à Rosières. Les seigneurs perçoivent des droits sur les laines (achat et vente).

### Révolution française et Empire
À la Révolution française, les terres du prieuré de Lihons-en-Santerre situées sur le territoire de la commune de Rosières sont déclarées biens nationaux et vendues.
Le château délaissé est également déclaré bien national, vendu et partiellement démoli. Le vieux château sert un moment à loger la brigade de gendarmerie. A la veille de la Première Guerre mondiale, une aile en brique subsiste, vraisemblablement reconstruite au XIXe siècle, flanquée d'une tour ronde plus ancienne.
En 1793, la maison du sieur Joly, clerc laïc, maître d'école considéré comme aristocrate est saccagée par les sans-culottes d'Harbonnières, venus prêter main-forte à ceux de Rosières. M. Joly quitte alors la région.
En 1814-1815, à la suite des défaites napoléoniennes, les Cosaques dévastent Rosières.

### Époque contemporaine
Le 17 octobre 1820, sont exécutés à Rosières les membres d'une bande de voleurs et d'assassins surnommés les « Chauffeurs du Santerre » qui terrorisent leurs victimes depuis 1818, en leur brûlant la plante des pieds pour les contraindre à indiquer où elles cachaient leur argent. Eugène-François Vidocq, chef de la Sûreté vient spécialement de Paris pour mettre fin à leurs exactions. Il s'infiltre dans la bande et parvient à arrêter leur chef, Prudence Pezé dite la « Louve de Rainnecourt » et ses complices.
En 1848, la Révolution de Février a des partisans à Rosières.
Sous le Second Empire, la « Bande Lemaire » commet de 1852 à 1856 plusieurs vols et meurtres. Arrêtés, ses membres sont jugés par la cour d'Assises de la Somme en 1857. Condamnés à mort, ils sont exécutés à Rosières-en-Santerre, le 31 décembre 1857.
En 1865, le chemin de fer arrive avec la mise en service de la ligne d'Amiens à Laon et de la gare de Rosières. À partir de 1889, la gare est également desservie par la ligne de chemin de fer secondaire à voie métrique d'Albert à Montdidier des chemins de fer départementaux de la Somme. Cette desserte de la ligne secondaire cessa avant 1950.
Pendant la guerre franco-allemande de 1870, huit habitants de Rosières sont tués. Les Prussiens imposent des réquisitions d'un montant de 30 000 francs.

#### Première Guerre mondiale

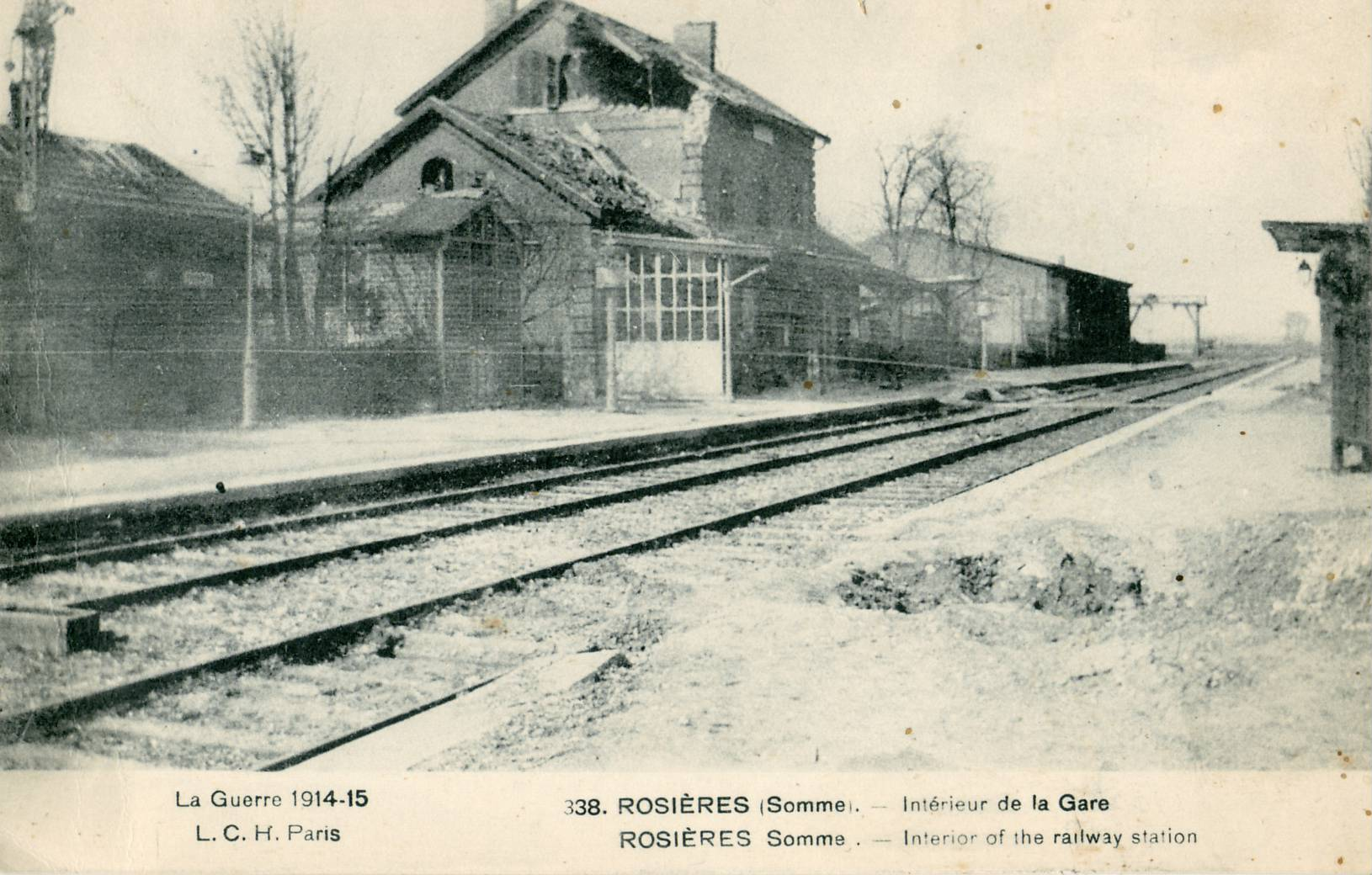
La gare détruite pendant la Première Guerre mondiale.

Le 29 août 1914, au début de la Première Guerre mondiale, le bourg subit un intense bombardement au cours des combats de Proyart. Pendant les combats, Adrienne Dumeige, organisa à Rosières une ambulance pour soigner les blessés. Pour cela, elle fut citée à l'ordre de la Nation le 27 octobre 1917. Le bourg fut libéré par l'armée française le 11 septembre 1914.
Jusqu'en mars 1918, Rosières est située à l'arrière immédiat du front. La voie ferrée sert à l'implantation de pièces de l'artillerie lourde sur voie ferrée.
Le 26 mars 1918, au cours de la bataille du Kaiser, l'armée allemande occuppe à nouveau Rosières, qui est reconquis définitivement par les armées alliées à la fin août.

#### Entre-deux-guerres
À la fin de la guerre, le bourg a subi la destruction d'une quarantaine de maisons,, et la commune est décorée de la croix de guerre 1914-1918 le 3 novembre 1920.
Pendant quelques années après la fin de la guerre, la commune est desservie par un chemin de fer du système Péchot initialement construit par l'armée française dans le cadre de la bataille de la Somme, afin de desservir le front. La destruction des infrastructures conduit à utiliser ce réseau pour les besoins civils de la reconstruction jusqu'en 1922-1923.

Plan du réseau départemental à voie étroite de 60 cm de la Somme en 1923, exploité par le ministère des Régions libérées.

#### Seconde Guerre mondiale
Au début de la Seconde Guerre mondiale, le 22 mai 1940, au cours de la Bataille de France, Rosières-en-Santerre est le théâtre de violents combats entre des « cavaliers » (de l'arme blindée et cavalerie) du 2e groupe de reconnaissance de corps d'armée (de la 7e armée française) et un détachement allemand.
À la suite de bombardements aériens début juin, un incendie se déclare le soir du 6 juin 1940 et détruit entièrement 250 maisons sur 850, dont la mairie, la gendarmerie et le presbytère ; au total, 60 % des bâtiments de la commune sont atteints.
En 1942, la colonie du Niger devient marraine de guerre de Rosières et lui accord une subvention de 50 000 francs pour aider à sa reconstruction.
De 1942 à 1943, l'aviation militaire allemande utilise un aérodrome sous le nom de « Flugplatz Rosières En Santerre », bien que situé sur le territoire des communes de Lihons, Maucourt et Méharicourt. Cet aérodrome, créé pendant la Première Guerre mondiale par les Français puis utilisé par l'armée britannique, est transformé pendant la Seconde Guerre mondiale et doté de :
- Trois pistes de 1 620 m, bétonnées, balisées et équipées de rampes d'approche Lorenz et de moyens de percée ;
- Deux zones de dispersions totalisant 59 abris pour avions ;
- Un bataillon de Flak comprenant une batterie de six canons de 88 mm et huit sections de 4 à 6 canons de 20 et 37 mm, qui assure la défense antiaérienne du terrain.

À la Libération, cet aéroport est utilisé en 1945 par la Royal Air Force sous la dénomination alliée B-87

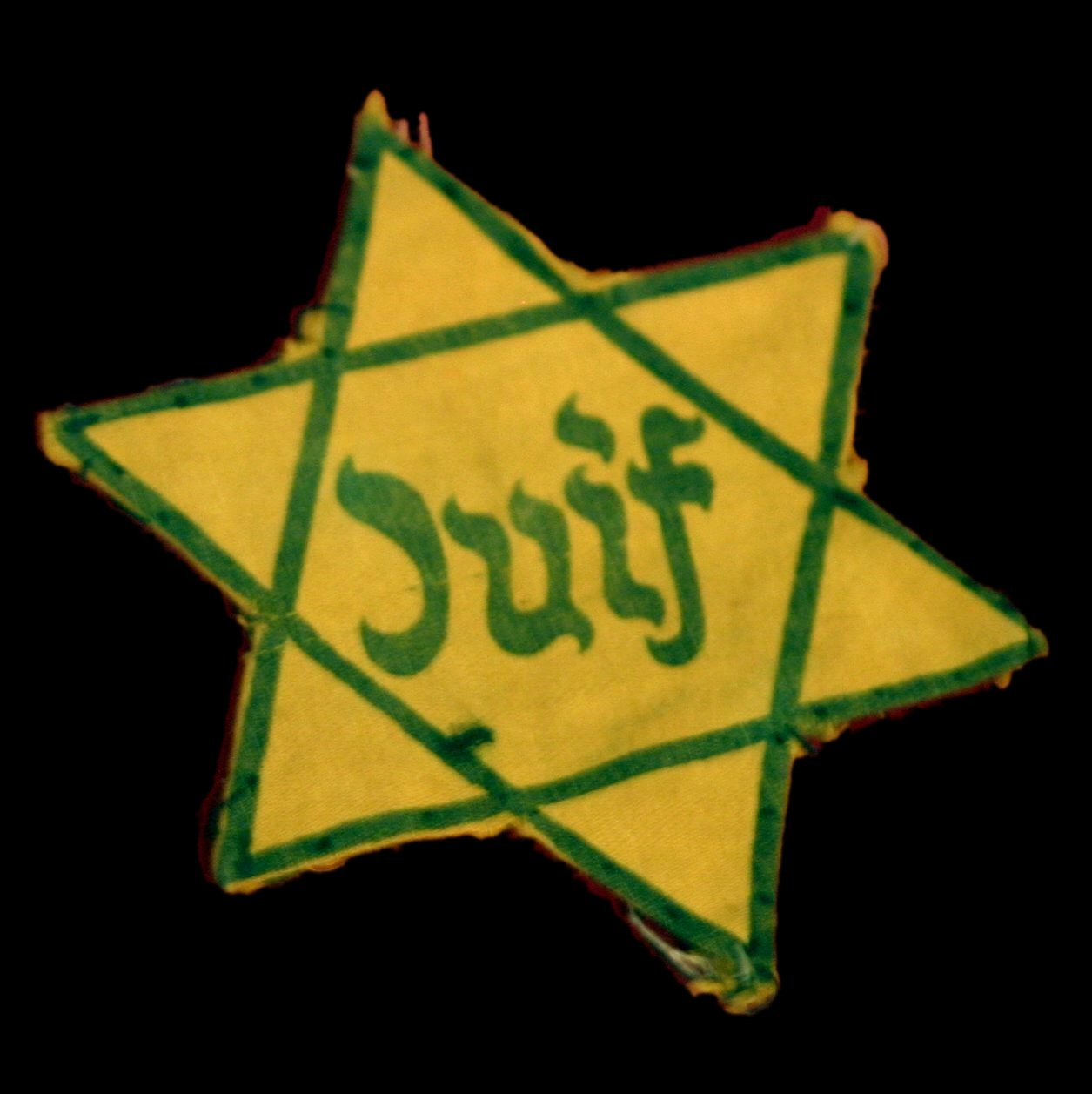

Le 4 janvier 1944, trois Juifs de Rosières, le médecin Benjamin Wajnberg, son épouse Assias et leur fils Jean-Louis, âgé de 9 ans, sont arrêtés puis incarcérés à la citadelle d'Amiens. Internés ensuite au camp de Drancy, ils sont déportés, avec d'autres Juifs de la Somme, le 20 janvier à Auschwitz-Birkenau par le convoi no 66. Assias et son fils Jean-Louis sont exterminés à leur arrivée le 23 janvier 1944. Benjamin Wanjberg est sélectionné pour le travail, sa présence est attestée au dispensaire de Birkenau (section B II a) puis le 3 mai 1944 à l'infirmerie du camp (secteur B II f) où il est mort.
La commune est décorée de la Croix de guerre 1939-1945, avec étoile d'argent le 11 novembre 1948.

#### Trente Glorieuses
Après la Seconde Guerre mondiale, la reconstruction du bourg est dirigée par l'architecte Émile Brunet.L'usine agro-alimentaire SITPA, qui employa près de 300 ouvriers à ses débuts est construite. La commune connait une période de prospérité durant la période dite des Trente Glorieuses.
En 1952, la rue de l'Hôtel-de-Ville, reconstruite sur les plans des architectes Julien Heulot et Henri Boddecher, prend le nom de rue du Niger, en hommage au don de 1942.
En 1955, la reconstruction de la mairie est achevée selon les plans dressés par les architectes Heulot, Rabant et Parlos, approuvés en 1952.
En 1957 est créée l'usine de Rosières de l'entreprise Maréchal, fondée en 1904 qui y fabrique des toiles imperméables, des sacs de couchage et des lits de camp jusqu'au dépôt de bilan de 1978 et la mise au chômage de ses 150 salariés. L'usine est reprise par André Trigano pendant 25 ans, jusqu'à son abandon en 2004.

## Politique et administration

### Rattachement administratifs et électoraux

#### Rattachements administratifs
La commune se trouvait de 1793 à 2016 dans l'arrondissement de Montdidier du département de la Somme. Par arrêté préfectoral du 27 décembre 2016, la commune en est détachée le 1er janvier 2017 pour intégrer l'arrondissement de Péronne
Elle était le chef-lieu depuis 1793 du canton de Rosières-en-Santerre. Dans le cadre du redécoupage cantonal de 2014 en France, cette circonscription administrative territoriale a disparu, et le canton n'est plus qu'une circonscription électorale.

#### Rattachements électoraux
Pour les élections départementales, la commune fait partie depuis 2014 du canton de Moreuil
Pour l'élection des députés, elle fait partie de la cinquième circonscription de la Somme.

### Intercommunalité
La commune était le siège de la communauté de communes du Santerre créée le 31 décembre 1993.
Dans le cadre des dispositions de la loi portant nouvelle organisation territoriale de la République du 7 août 2015, qui prévoit que les établissements publics de coopération intercommunale (EPCI) à fiscalité propre doivent avoir un minimum de 15 000 habitants, le préfet de la Somme propose en octobre 2015 un projet de nouveau schéma départemental de coopération intercommunale (SDCI) qui prévoit la réduction de vingt-huit à seize du nombre des intercommunalités à fiscalité propre du département.
Le projet préfectoral prévoit la « fusion des communautés de communes de Haute-Picardie et du Santerre », le nouvel ensemble de 17 954 habitants regroupant quarante-six communes,,. À la suite de l'avis favorable de la commission départementale de coopération intercommunale en janvier 2016, la préfecture sollicite l'avis formel des conseils municipaux et communautaires concernés en vue de la mise en œuvre de la fusion le 1er janvier 2017.
Cette procédure aboutit à la création au 1er janvier 2017 de la communauté de communes Terre de Picardie, dont la commune est désormais membre.

### Tendances politiques et résultats
Lors des élections municipales de 2014 dans la Somme, la liste DVD menée par le maire sortant José Sueur est la seule candidate. Elle obtient donc la totalité des 1046 suffrages exprimés et est élue en totalité. 
Lors de ce scrutin, 39,08 % des électeurs se sont abstenus et 15,40 % des votants ont choisi un bulletin blanc ou nul
Lors du premier tour des élections municipales de 2020 dans la Somme, la liste DVD menée par Françoise Maille-Barbare obtient la majorité absolue des suffrages exprimés, avec 627 voix (55,88 % des suffrages exprimés, 18 conseillers municipaux élus dont 6 communautaires), devançant largement celle SE menée par Éric Proot, qui a recueilli 495 voix (44,11 %, 5 conseillers municipaux élus dont 2 communautaires)
Lors de ce scrutin marqué par la pandémie de Covid-19 en France, 48,32 % des électeurs se sont abstenus

### Liste des maires
| Période                                  | Période                   | Identité                 | Étiquette       | Qualité |
| ---------------------------------------- | ------------------------- | ------------------------ | --------------- | --- |
| Les données manquantes sont à compléter. |                           |                          |                 | |
| avant 1871                               | après 1881                | Alfred Tassart           | Libéral         | |
|                                          | 1888                      | Désiré Fournier-Dubois   | Rep             | |
| 1888                                     |                           | Omer Gadiffet            | cons.           | |
| avant 1892                               | après 1912                | Jules Thiébaud           | ARD             | |
| 1919                                     | 1925                      | Abel Lefèvre             | PRRRS           | |
| 1925                                     | 1935                      | Albert Chantrel          | RI              | |
| 1935                                     |                           | Oscard Gauin             | RI              | |
| février 1941                             |                           | Gaston Villain           |                 | |
| avant 1945                               | mai 1953                  | André Masson             |                 | |
| mai 1953                                 | mars 1965                 | Raoul Régnier            |                 | |
| mars 1965                                | mars 1977                 | Louis Wattel             | DVD             | |
| mars 1977                                | décembre 1981             | Jean Millet,             | PS              | Médecin Conseiller général de Rosières-en-Santerre (1958 → 1982) Chevalier des palmes académiques Chevalier dans l'ordre national du Mérite Démissionnaire |
| décembre 1981                            | juin 1995                 | Christian Caron          | PS              | Employé des PTT Chevalier des Palmes académiques Chevalier dans l'ordre national du Mérite |
| juin 1995                                | juin 2019                 | José Sueur               | UDF puis NC-UDI | Médecin Conseiller général de Rosières-en-Santerre (2001 → 2015) Conseiller départemental de Moreuil (2019 → ) Conseiller régional des Hauts-de-France (2015 → 2021) Président de la CC du Santerre (2001 → 2016) Vice-président de la CC Terres de Picardie (2017 → 2020) Démissionnaire à la suite de son accession au conseil départemental comme remplaçant de Pierre Boulanger, décédé |
| septembre 2019                           | mai 2020                  | Daniel Prouille          | DVD             | Retraité |
| mai 2020                                 | En cours (au 29 mai 2020) | Françoise Maille-Barbare | DVC             | Professeure retraitée Conseillère départementale de Moreuil (2015 → ) Vice-présidente du conseil départemental de l'Oise |

### Distinctions et labels
- La commune est saluée pour son fleurissement remarquable et sera proposée en 2025 pour l'obtention d'une fleur au concours des villes et villages fleuris[63].

### Jumelages
- Drochtersen (Allemagne) depuis 1972, à l'origine : Assel.
Drochtersen se trouve en Basse-Saxe à 45 km au nord-ouest de Hambourg, sur l'Elbe et à environ 798 km de Rosières[Note 5]. En fait, Rosières était à l'origine jumelée avec la petite ville allemande de Assel[Note 6], laquelle a été intégrée en juillet 1972 à la commune de Drochtersen.

## Équipements et services publics

### Enseignement
L'école primaire publique Jacques-Debary compte 187 élèves à la rentrée 2017.
Le collège Jules-Verne assure localement la suite de la scolarité obligatoire.

### Équipements culturels
- L'école de musique permet aux élèves de suivre des cours de solfège et d'instruments : trompette, cornet, trombone à coulisse, tuba, saxophone, clarinette et percussions.
- La médiathèque intercommunale Raoul Follereau de la communauté de communes « Terre de Picardie »

## Population et société
Les habitants de la commune sont appelés les Rosiérois.

### Démographie
L'évolution du nombre d'habitants est connue à travers les recensements de la population effectués dans la commune depuis 1793. Pour les communes de moins de 10 000 habitants, une enquête de recensement portant sur toute la population est réalisée tous les cinq ans, les populations de référence des années intermédiaires étant quant à elles estimées par interpolation ou extrapolation. Pour la commune, le premier recensement exhaustif entrant dans le cadre du nouveau dispositif a été réalisé en 2007.

En 2022, la commune comptait 2 928 habitants, en évolution de −2,66 % par rapport à 2016 (Somme : −1,26 %, France hors Mayotte : +2,11 %).
| 1793  | 1800  | 1806  | 1821  | 1831  | 1836  | 1841  | 1846  | 1851  |
| ----- | ----- | ----- | ----- | ----- | ----- | ----- | ----- | ----- |
| 2 321 | 2 760 | 2 758 | 2 241 | 2 349 | 2 401 | 2 460 | 2 496 | 2 502 |

| 1856  | 1861  | 1866  | 1872  | 1876  | 1881  | 1886  | 1891  | 1896  |
| ----- | ----- | ----- | ----- | ----- | ----- | ----- | ----- | ----- |
| 2 390 | 2 391 | 2 308 | 2 492 | 2 437 | 2 551 | 2 635 | 2 648 | 2 611 |

| 1901  | 1906  | 1911  | 1921  | 1926  | 1931  | 1936  | 1946  | 1954  |
| ----- | ----- | ----- | ----- | ----- | ----- | ----- | ----- | ----- |
| 2 497 | 2 399 | 2 334 | 2 159 | 2 456 | 2 275 | 2 118 | 2 014 | 2 205 |

| 1962  | 1968  | 1975  | 1982  | 1990  | 1999  | 2006  | 2007  | 2012  |
| ----- | ----- | ----- | ----- | ----- | ----- | ----- | ----- | ----- |
| 2 381 | 2 605 | 2 815 | 2 985 | 3 107 | 2 956 | 2 886 | 2 877 | 2 985 |

| 2017  | 2022  | - | - | - | - | - | - | - |
| ----- | ----- | - | - | - | - | - | - | - |
| 3 008 | 2 928 | - | - | - | - | - | - | - |

### Vie associative
- La fanfare, « Les Amis réunis » a été fondée en 1882.

## Économie
Outre l'exploitation des terres agricoles environnantes, l'activité économique de Rosières a longtemps été vouée à la bonneterie comme nombre de communes du Santerre, avec notamment la fabrication des tentes Maréchal, la confection Labrousse & Oriano, ou la fabrique de chaussettes Sonntag-Pion-Rosières. Cette activité a aujourd'hui complètement disparu51.
Après la Seconde Guerre mondiale, l'industrie agro-alimentaire s'est implantée, diversifiant quelque peu les activités et les emplois (conserverie, fabrication de flocon de purée, etc.). En 2021, on note l'usine Nestlé-SITPA employant environ 150 personnes et produisant la marque Mousline et des entreprises de négoce de la pomme de terre. La conserverie Bonduelle n'a plus qu'une activité logistique.
Le commerce et l'artisanat constituent le complément de l'activité de la commune. Au commerce de détail assez diversifié, se sont ajoutées trois « grandes ou moyennes surfaces » auxquelles il convient d'ajouter les services bancaires et d'assurance de proximité.
Les services offerts par la commune sont principalement scolaires (établissements publics et privé : écoles maternelle, élémentaire et collège), administratifs (mairie, poste, Trésor public, etc.), les services médicaux de proximité (médecins, infirmières, kinésithérapeutes etc.).

## Culture locale et patrimoine

### Lieux et monuments

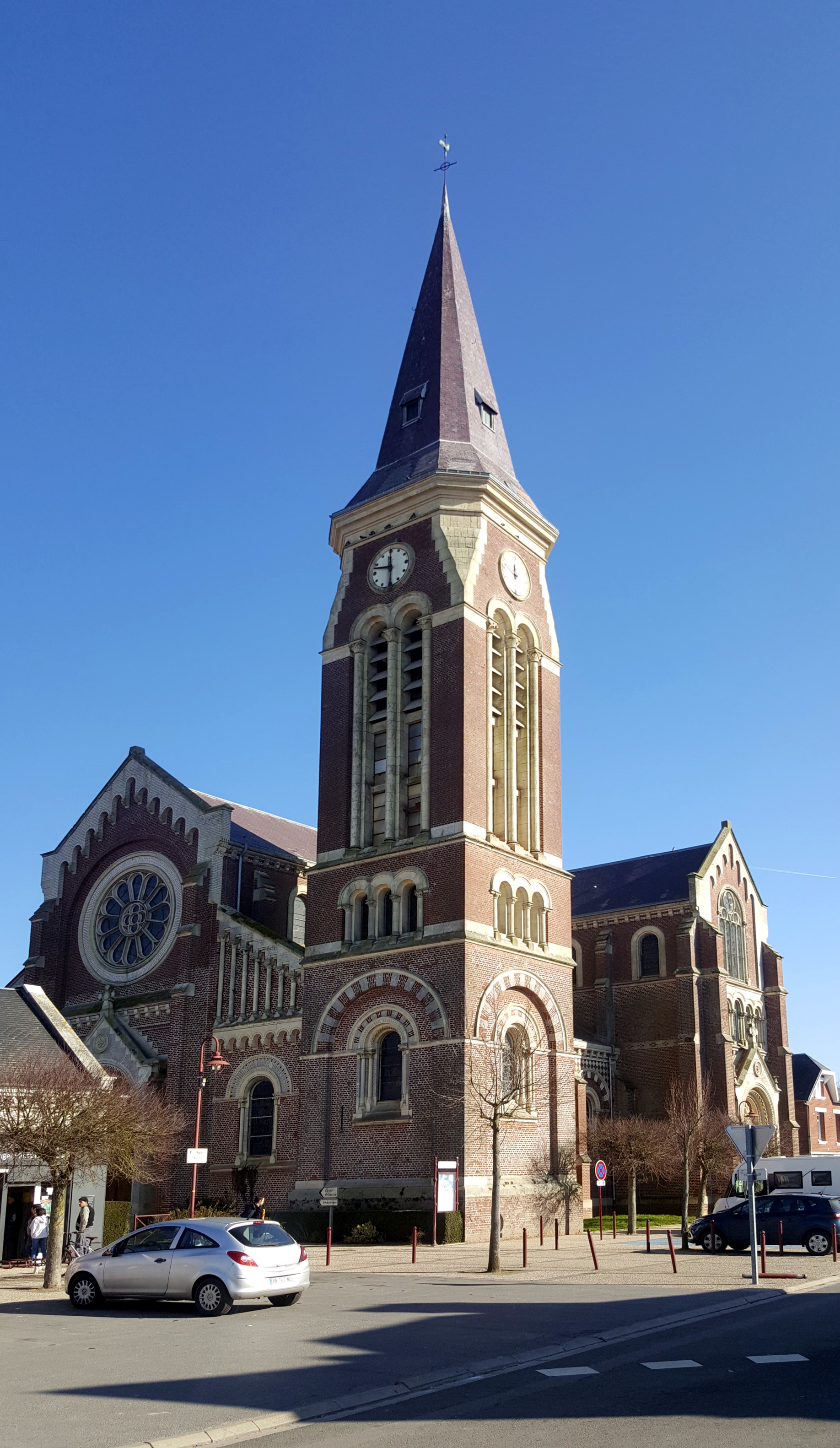
Église.

- Mairie et rue du Niger, reconstruits de 1952 à 1955.
- L'église Saint-Omer

L'église Saint-Omer est reconstruite en style néo-roman en 1903. Le transept et les chapelles latérales ainsi que le clocher sont restaurés de 1921 à 1928 pour effacer les destructions de la Première Guerre mondiale. 
L'église est de nouveau restaurée de 1945 au début des années 1950, en raison de sa destruction partielle à la suite de l'incendie du 6 juin 1940.
- Statue de la Vierge

Elle est située à la sortie du bourg, sur la route de Caix. Cette statue de la Vierge à l'Enfant, en pierre blanche repose sur un long socle parallélépipédique.
Cette chapelle construite en briques est dédiée à saint Joseph dont la statue de bois orne l'autel. Le mur extérieur du chevet est décoré d'une scène représentant le calvaire.

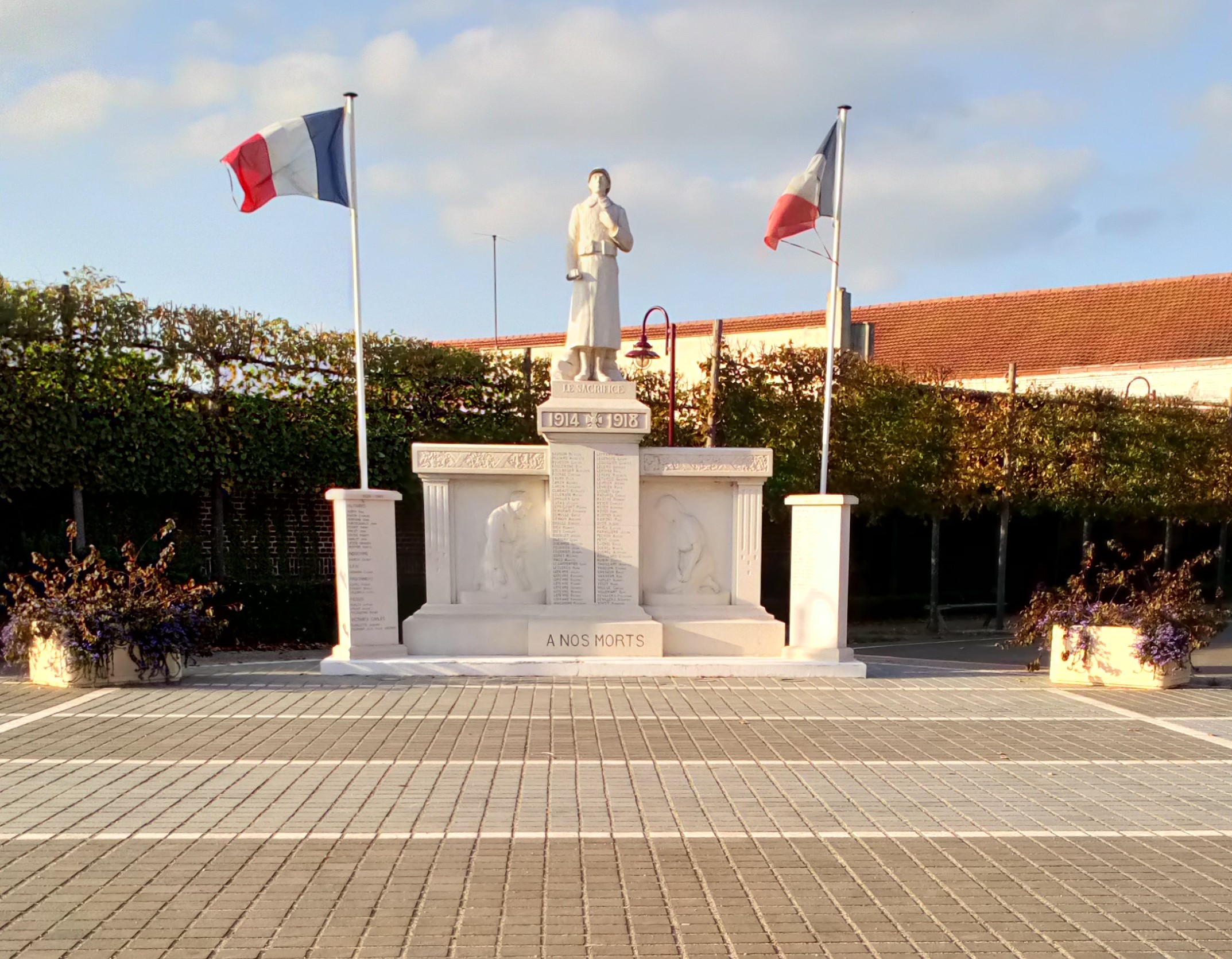
Le Monument aux morts.

- Monument aux morts, construit en 1922[74],[75]. 
Il est l'œuvre d'Auguste Carvin, élève d'Albert Roze, construit en pierre blanche et composé de trois parties. Au milieu sont inscrits le nom des morts de 1914-1918. De chaque côté, sont représentées la mère et l'épouse agenouillées, en pleurs[76]. Au revers du monument sont représentés un semeur[77] et une tombe surmontée d'une croix et d'un casque[78]. Au-dessus du monument, se dresse la statue d'un poilu portant une main sur sa poitrine[79].

Sur ce monument sont également gravés les noms de trois Juifs d'une même famille — la famille Wajnberg — déportés le 4 janvier 1944 et assassinés à leur arrivée à Auschwitz.
- Ancienne cidrerie, construite vers 1897 et située 18 rue de Pied-Selle[80].
- Anciennes usines de bonneterie Fribourg, construite vers 1929 au 2 place de la République[81] et Sonntag Pion[82].

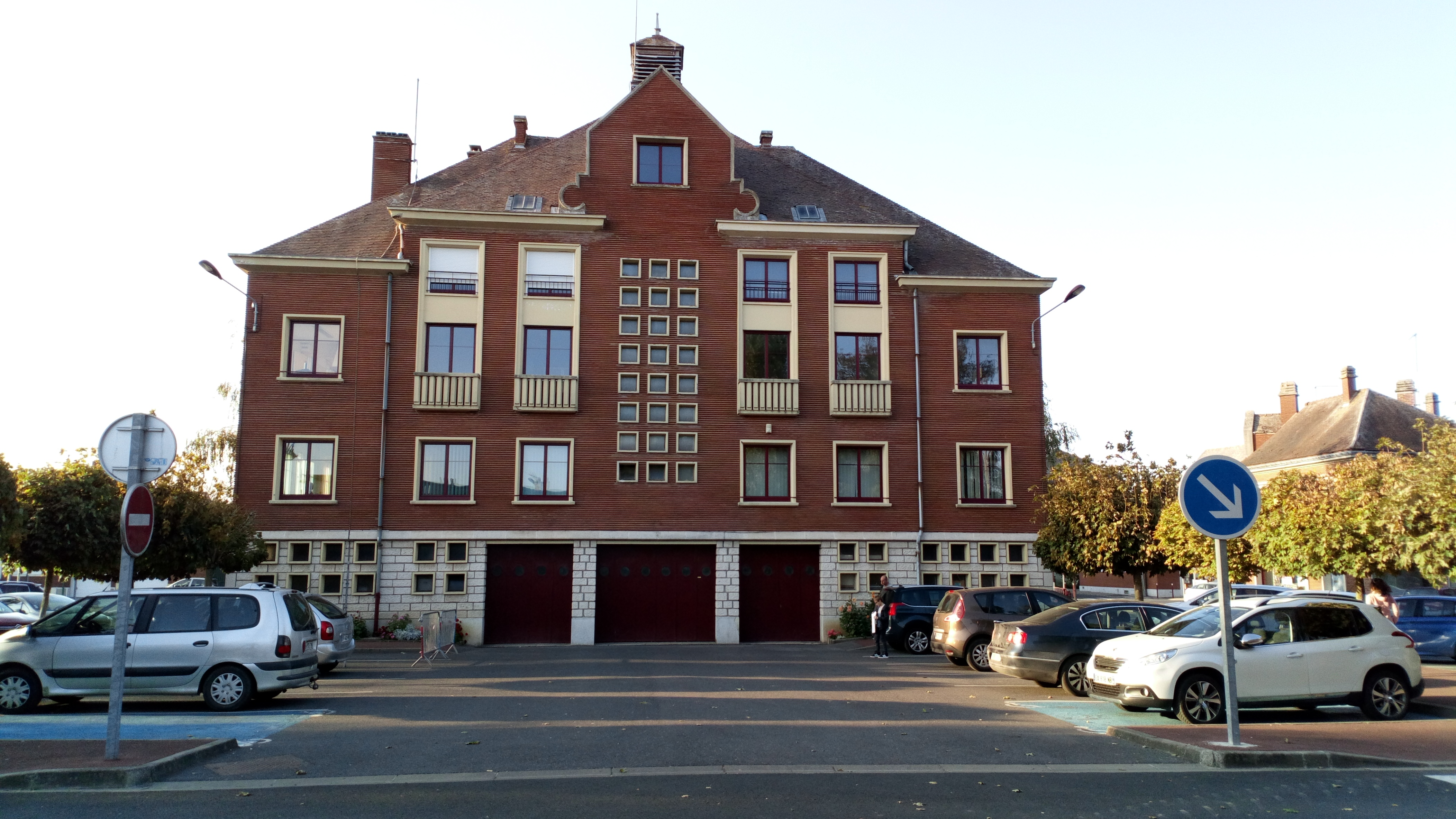
Façade arrière de la mairie.
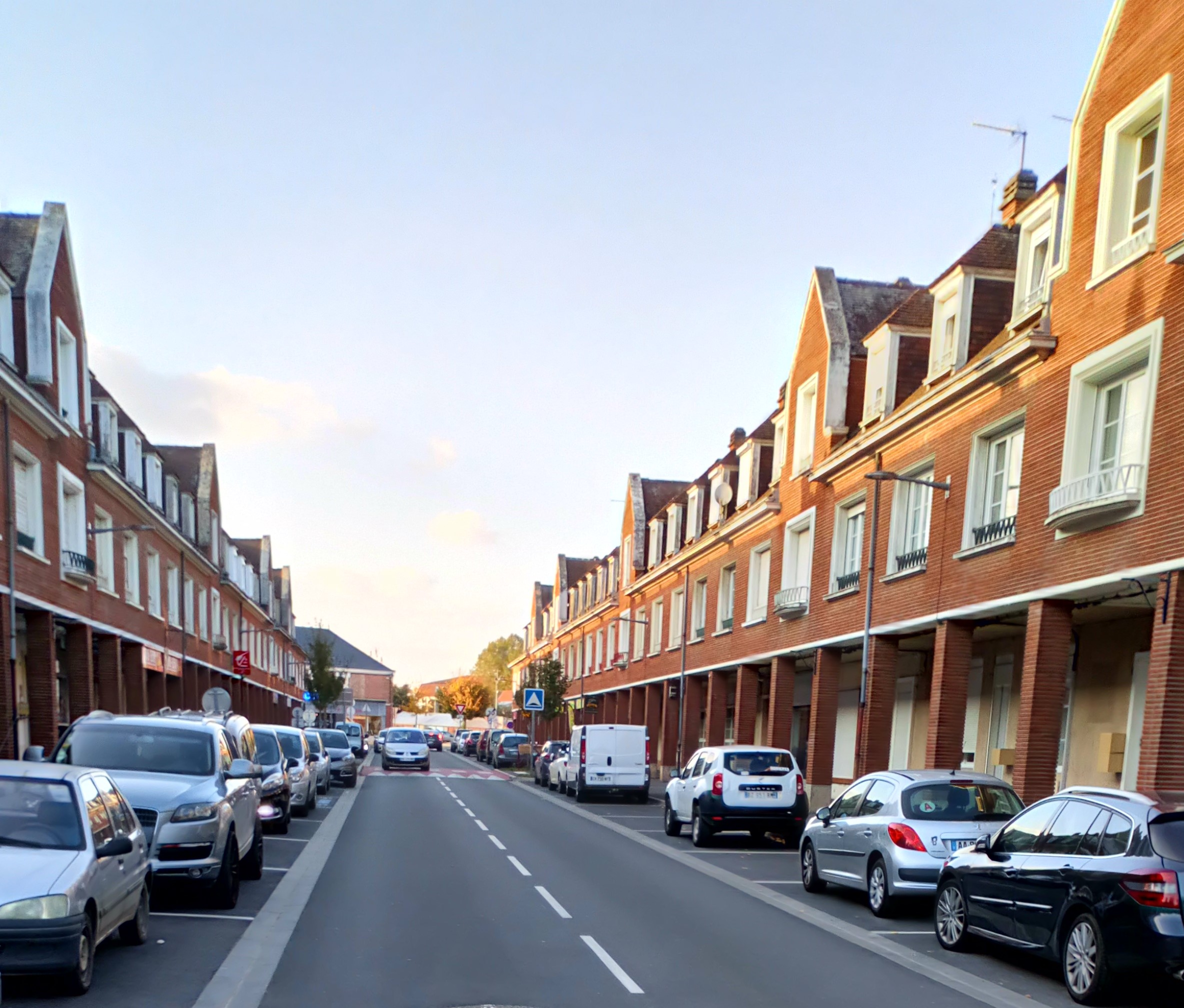
La rue du Niger.
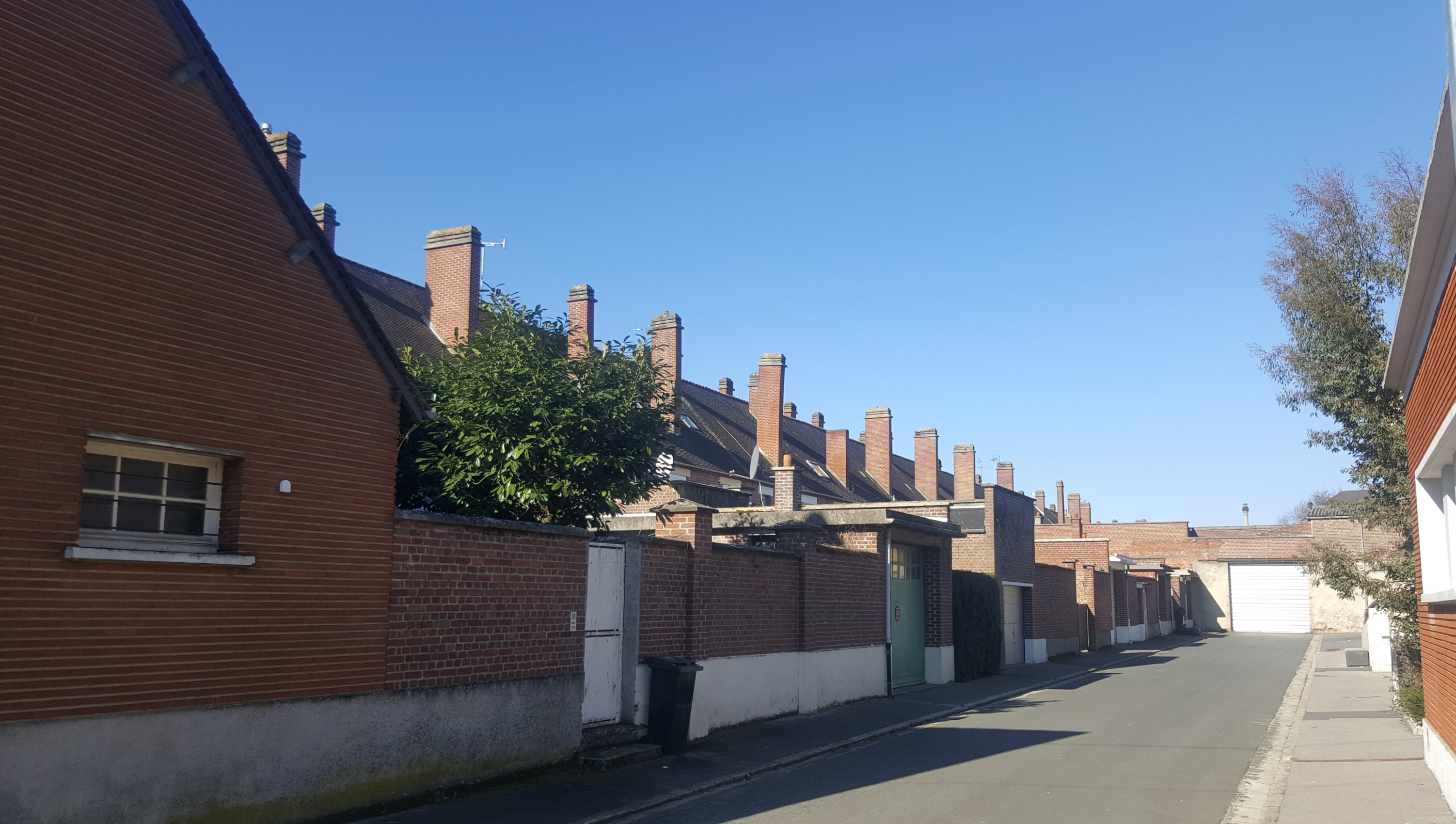
Arrière de la rue du Niger.
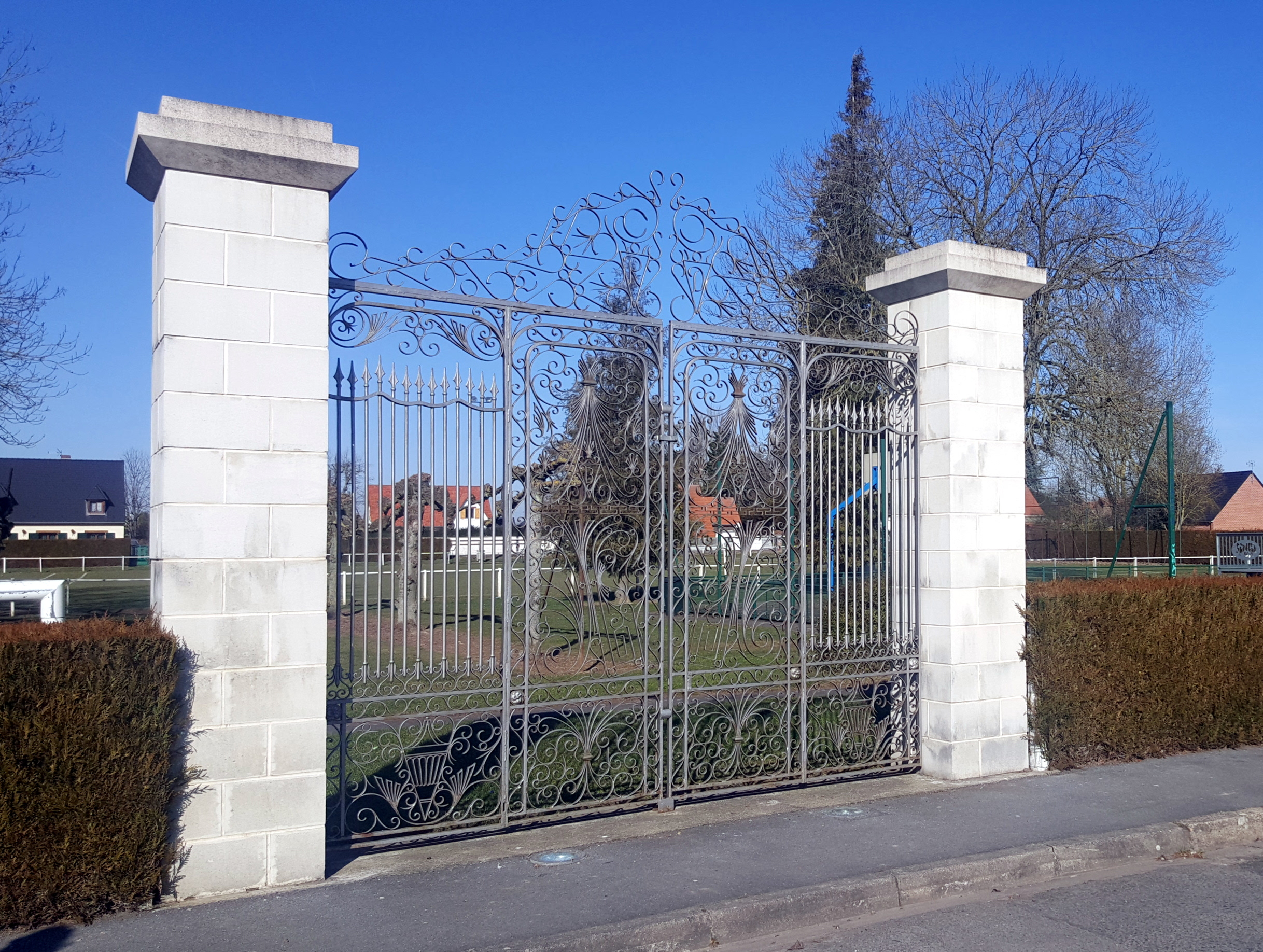
Grille en fer forgé.
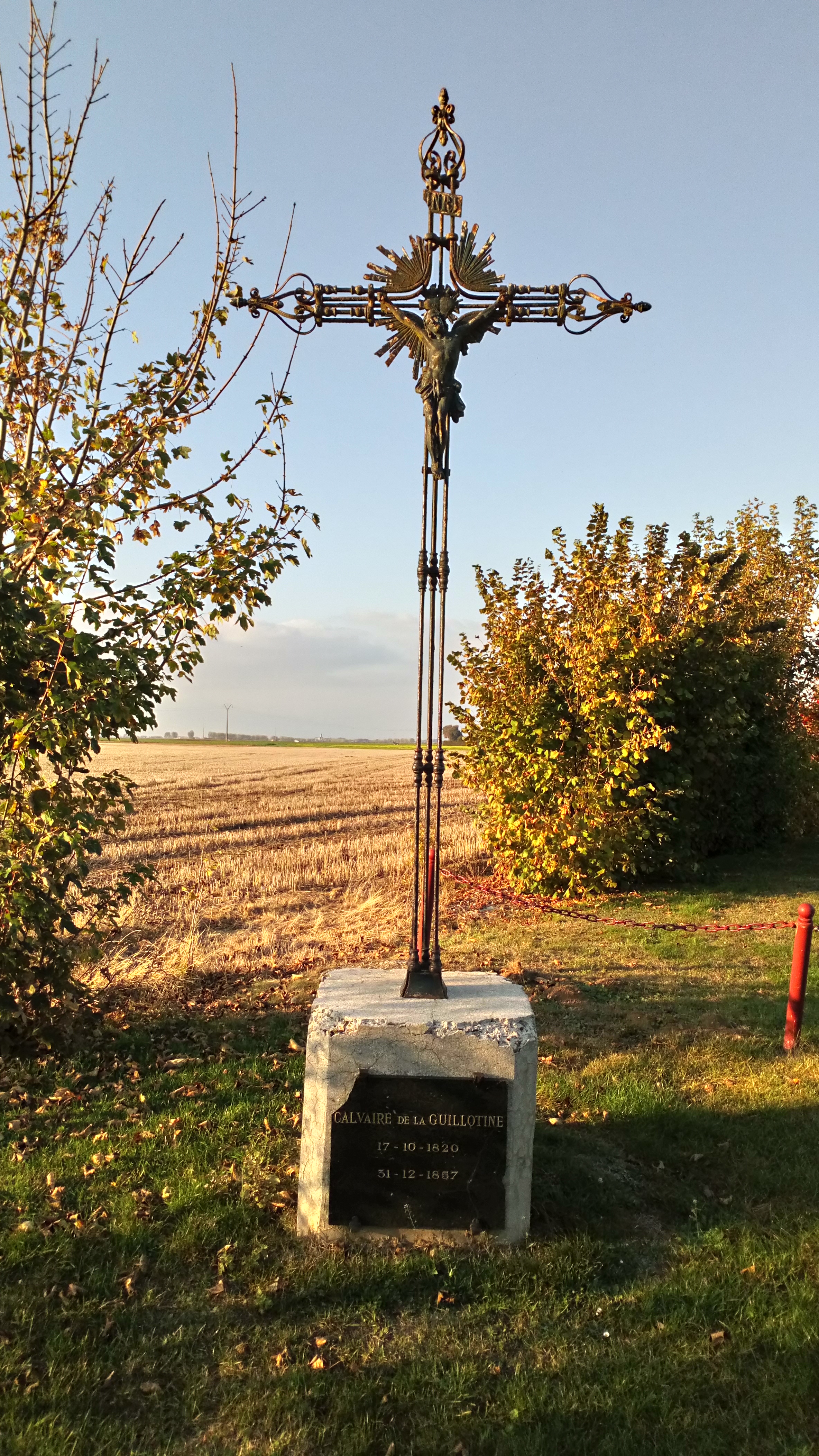
Le calvaire de la guillotine.

- Chemin et calvaire de la guillotine

Le chemin de la Guillotine a été emprunté par trois membres de la bande des Chauffeurs du Santerre dont leur chef, Prudence Pezé, dite « La Louve de Rainecourt », pour se rendre sur les lieux de leur exécution. Une croix a été dressée à l'emplacement de la guillotine.
- Cimetières militaires britanniques :
  - British cemetery[83] ;
  - Rosières Communal Cemetery Extension.

### Personnalités liées à la commune
- François Vidocq (1775-1857), ancien bagnard devenu chef de la police de sûreté à Paris. Il vient dans la Somme pour démasquer et arrêter les Chauffeurs du Santerre. Il loge un temps, en 1819, à l'hôtel du Cygne de Rosières avant de s'infiltrer dans la bande de « La Louve de Rainecourt »[84].
- Norbert Truquin (1883- après 1887), né à Rosières en Santerre le 7 juin 1833, mort au Paraguay après 1887, fut l'un des premiers prolétaires français à laisser des mémoires. Ce témoignage de premier intérêt a été publié chez Maspéro en 1977 : Norbert Truquin (préf. Paule Lejeune), Mémoires et aventures d'un prolétaire à travers la révolution : L'Algérie, la République Argentine et le Paraguay, Paris, Éditions Maspero, coll. « Actes et mémoires du Peuple », 1977, 280 p. (ISBN 978-2-7071-0944-6).
- Louis-Lucien Klotz (1868-1930), maire d'Ayencourt-le-Monchel, conseiller général du canton de Rosières-en-Santerre de 1896 à 1928, député de la Somme (circonscription de Montdidier) de 1898 à 1925, puis sénateur de 1925 à 1928, plusieurs fois ministre des Finances et ministre de l'Intérieur du 22 mars au 8 décembre 1913 dans le gouvernement Louis Barthou.
- André Debry (1898-2005), né à Villers-Bocage, s'est marié à Rosières avec Marguerite Céline Pingand le 12 août 1924 ; a été enseignant, est mort plus que centenaire et a ainsi été un des derniers poilus vivants.
- Jacques Debary (1914-2011), acteur de théâtre, cinéma et télévision, surtout connu pour son rôle du commissaire Cabrol de la série télévisée Les Cinq Dernières Minutes, a été instituteur à Rosières avant d'exercer son métier de comédien. L'école primaire de la commune porte désormais son nom[85].

### Héraldique
| Blason de Rosières-en-Santerre | Blason  | D'azur au pampre (ou cep) d'argent fruité de gueules, surmonté d'une couronne comtale d'or avec ses perles et ses gemmes au naturel accosté de deux fleurs de lys d'or et soutenu d'une autre du même. Ornements extérieurs - Croix de guerre 1914-1918 avec palme. Citation à l'ordre de l'armée du 2 novembre 1920 : « Située dans la zone de feu pendant la guerre et envahie en 1918, a été en grande partie détruite à la suite de violents combats dont elle a été le témoin. A bien mérité du pays par la belle attitude de ses habitants, sous les obus et pendant l'occupation ennemie. » - Croix de guerre 1939-1945 avec étoile d'argent. Citation à l'ordre de la division du 11 novembre 1948 : « Bourg vaillant et courageux, au patriotisme exemplaire. Dans la zone d'opération, début juin 1940, de la 7e DINA, violemment bombardé, à demi détruit, cruellement éprouvé dans ses enfants, huit tués et dix-sept touchés a supporté dignement ses épreuves et ses souffrances, se remettant courageusement et avec ardeur au travail. » |
| Blason de Rosières-en-Santerre | Détails | Les armoiries de Rosières-en-Santerre sont utilisées par la commune depuis le milieu du XIXe siècle, leur origine est inconnue |

## Pour approfondir